# Sơn ca Mông Cổ
Sơn ca Mông Cổ hay Chà chiện (danh pháp hai phần: Melanocorypha mongolica) là một loài chim thuộc Họ Sơn ca. Loài này sinh sống ở Mông Cổ, Trung Quốc và Nga.